# Lewicowy komunizm
Lewicowy komunizm – jeden z nurtów komunistycznych popieranych przez lewicę komunistyczną, której początki można datować na rok 1918. Wywodzi się z krytyki idei politycznych bolszewików, z pozycji rozumianych jako bardziej marksistowskie, proletariackie, lub internacjonalistyczne niż poglądy reprezentowane przez Międzynarodówkę Komunistyczną po jej pierwszym i drugim kongresie.
Lewicowi komuniści identyfikują się jako internacjonalistyczni socjaliści. Potępiają stalinizm jako ruch i system przeciwny interesom klasy pracowniczej i formę kapitalizmu państwowego. Uważają trockistów i socjaldemokratów za „lewicę kapitału”, nie socjalistów. Niektórych anarchistycznych komunistów widzą również jako internacjonalistycznych socjalistów.
Dwie główne tradycje w obrębie lewicowego komunizmu to niemiecko-holenderska (komunizm rad) i włoska. Do zwolenników lewicowego komunizmu zaliczali się m.in. Amadeo Bordiga, Herman Gorter, Anton Pannekoek, Otto Rühle, Sylvia Pankhurst i Paul Mattick. Róża Luksemburg również wywarła silny wpływ na ten nurt, pomimo że zginęła, zanim lewicowy komunizm stał się wyraźną tendencją.
Współczesne grupy odwołujące się do idei lewicowego komunizmu to International Communist Party, International Communist Current i Internationalist Communist Tendency.